# Las hogueras (novela)
Las hogueras es una novela escrita por Concha Alós que obtuvo el premio Planeta en 1964.  

## Contexto
Tras la guerra civil y los difíciles años cuarenta, los premios literarios comenzaron a ganar relevancia. Estos premios surgieron como una fuerza importante para revitalizar la novela española, con el objetivo de reactivar el mercado del libro, mejorar la publicidad y la difusión de las obras, y atraer a más lectores.
El Premio Planeta es un galardón literario creado en 1952 por José Manuel Lara Hernández, fundador de la editorial Planeta. Su objetivo principal era promover a los escritores de lengua castellana en un mercado literario dominado por autores anglosajones. Desde sus inicios, el premio ha jugado un papel importante en la profesionalización de la escritura, ya que los ganadores suelen recibir una gran atención mediática que los convierte rápidamente en autores populares. En sus primeros años, se estableció como un premio muy relevante, considerado casi imprescindible tanto para leer como para regalar.
En una entrevista de 1982 en Radio Miramar, Alós compartió con la periodista Julia Otero su visión sobre los premios literarios y su impacto en su carrera. Expresó que siempre tuvo claro que los premios eran fundamentales para avanzar en su trayectoria como escritora, afirmando que era la única manera que vio para lograrlo.
En 1962 Alós presentó su novela El sol y las bestias al Premio Planeta. Inicialmente, el jurado le otorgó el premio, pero la decisión fue anulada al descubrirse que la obra ya había sido firmada con otra editorial, lo que infringía las reglas del certamen. Dos años después, Alós volvió a participar en el mismo premio y lo ganó con Las hogueras. Ese mismo año se publicaron cinco ediciones.
En 1967 Alós adaptó parcialmente la novela en un guion para Televisión Española en formato de telenovela, estrenada el 27 de febrero, con el título La segunda carta. Fue realizada por Pilar Miró.

## Sinopsis
Las hogueras plantea el conflicto esencial del ser humano: la búsqueda de la felicidad, a través de un enfoque que combina realismo y poesía. Los personajes principales representan diferentes formas de perseguir ese ideal. Sibila, una exmodelo parisina que proviene de un entorno de lujo y decadencia, busca la felicidad a través del amor. Su marido Archibald, un intelectual rico, intenta encontrar a Dios mientras lucha con su escepticismo. Daniel el Monegro, un hombre impulsivo y violento, se convierte en el amante de Sibila y busca la riqueza. Finalmente, Asunción Molino, una maestra frustrada por una vida y vocación fallidas, encarna la resignación y amargura.
Es una novela de protagonista colectivo aunque en la primera se centra en Sibila y Archibald.El escenario, una playa desolada en Mallorca, refleja la lucha desesperada de estos personajes, que en su búsqueda de sentido y propósito terminan quemando sus deseos como hogueras inútiles, representando la frustración y la esterilidad de sus esfuerzos. En conjunto, estos personajes ofrecen una crítica de la sociedad de su época, que lucha por la existencia detrás de una falsa fachada de hermandad.
Explora tanto preocupaciones sociales como existenciales. Aborda temas como el analfabetismo, la inmigración, las desigualdades sociales, la independencia femenina, el adulterio, la soledad, la búsqueda de la felicidad y la desilusión. La obra se convirtió en un testimonio de su época, reflejando las realidades y conflictos de la sociedad. Además, la novela muestra elementos autobiográficos, dado que Alós fue maestra en Mallorca y experimentó el adulterio durante ese período.

## Reconocimientos
El 15 de octubre de 1964, la novela Las hogueras, firmada bajo el seudónimo Daniel Janer, ganó el decimotercer Premio Planeta, obteniendo cuatro votos frente a tres del finalista. Concha Alós, ganaba el premio por segunda vez, tras el incidente ocurrido con su novela anterior.